# Dinteloord en Prinsenland
Dinteloord en Prinsenland è un'ex-municipalità dei Paesi Bassi situata nella provincia del Brabante Settentrionale il cui capoluogo era il villaggio di Dinteloord. Soppressa il 1º gennaio 1997, il suo territorio, è stato incorporato in quello della municipalità di Steenbergen.